# Mesarfelta
Mesarfelta (łac. Diocesis Mesarfeltensis) – stolica historycznej diecezji w Cesarstwie rzymskim w prowincji Numidia zlikwidowana w VII w. podczas ekspansji islamskiej, współcześnie w północnej Algierii. Obecnie katolickie biskupstwo tytularne. Od 2020 stolicę tę obejmuje Grzegorz Suchodolski, biskup pomocniczy siedlecki.

## Biskupi tytularni
| Lp. | Biskup                 | Funkcja                             | Od               | Do                |
| --- | ---------------------- | ----------------------------------- | ---------------- | ----------------- |
| 1   | William Edward McManus | biskup pomocniczy Chicago           | 11 czerwca 1967  | 24 sierpnia 1976  |
| 2   | Louis-Albert Vachon    | biskup pomocniczy Quebecu           | 4 kwietnia 1977  | 20 marca 1981     |
| 3   | Basile Tapsoba         | biskup pomocniczy Koudougou         | 19 grudnia 1981  | 2 lipca 1984      |
| 4   | Pierre Morissette      | biskup pomocniczy Quebecu           | 27 lutego 1987   | 17 marca 1990     |
| 5   | Michael Saltarelli     | biskup pomocniczy Newark            | 2 czerwca 1990   | 21 listopada 1995 |
| 6   | Antonio Menegazzo      | administrator apostolski Al-Ubajjid | 15 grudnia 1995  | 20 marca 2019     |
| 7   | Grzegorz Suchodolski   | biskup pomocniczy siedlecki         | 16 kwietnia 2020 |                   |